# Rybák bělokřídlý
Rybák bělokřídlý (Chlidonias leucopterus) je malý druh rybáka z rodu Chlidonias.

## Popis

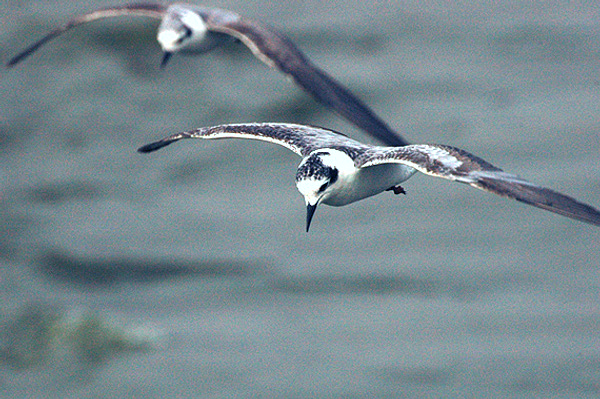
Jednoletí ptáci

Podobá se rybáku černému, má však bílou svrchní stranu křídel, bílý ocas a černé spodní křídelní krovky.

## Výskyt
Hnízdí ve vnitrozemí střední a východní Evropy, střední a východní Asie; nepravidelně také v západní Evropě. Je tažný, evropské populace zimují ve střední a jižní Africe, asijské v Austrálii.

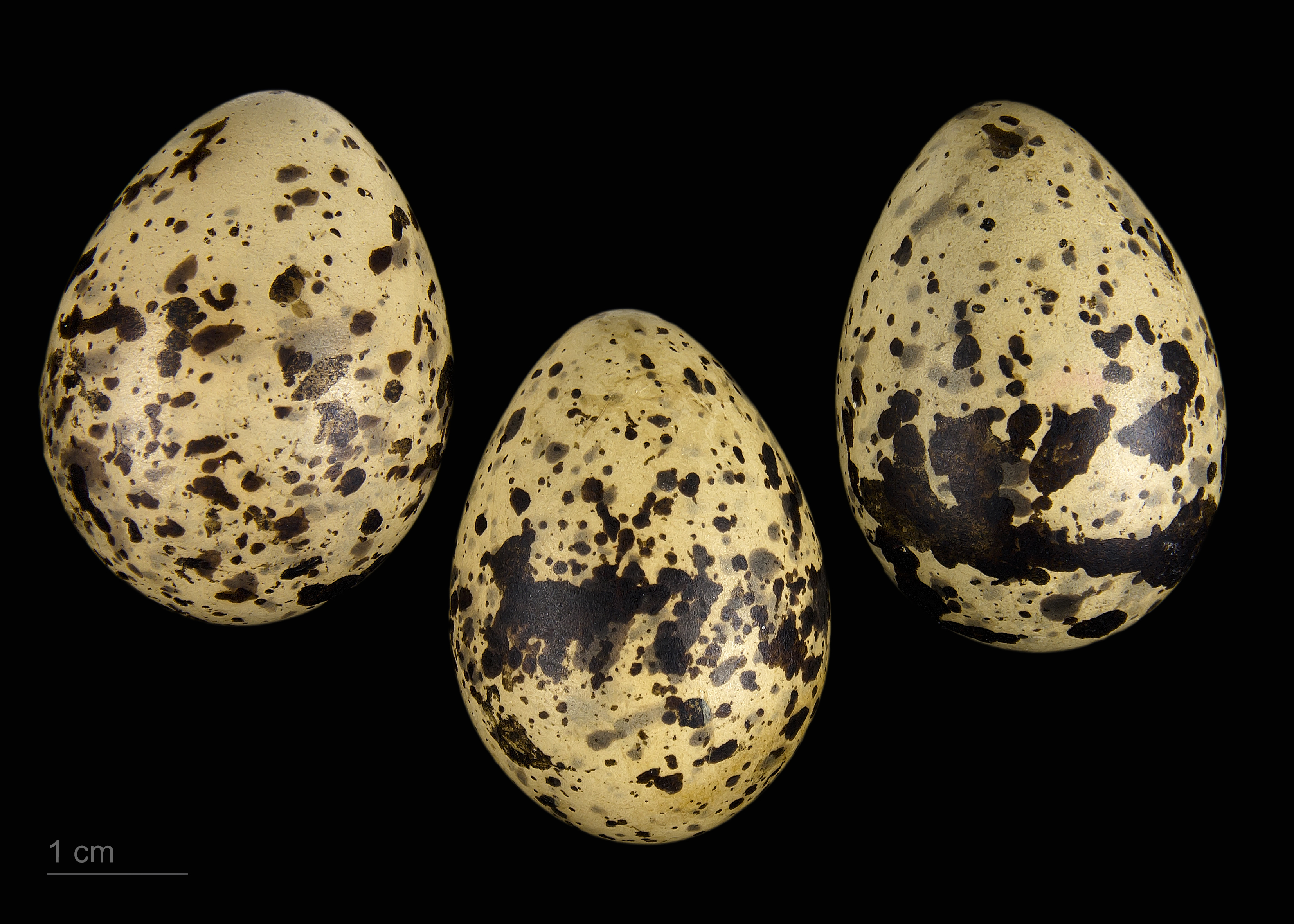
Chlidonias leucopterus